# William Ebeneezer Jones Jr.
William Ebeneezer Jones Jr, còn được gọi là Billy Jones (sinh ngày 5 tháng 3 năm 1959). Cậu bé được nhìn thấy lần cuối bên ngoài ngôi nhà của người hàng xóm ở Vineland, New Jersey vào khoảng 11 giờ 45 phút sáng ngày 17 tháng 12 năm 1962. Trường hợp của cậu bé được coi là một trong những vụ trẻ em mất tích lớn nhất ở New Jersey.

## Gia đình
William Jones được sinh ra ở Bridgeton, New Jersey  Mẹ cậu bé tên là Evelyn Jones, và cha là William Ebeneezer Jones Sr. Jones, sống tại Vineland, New Jersey, cũng là nơi William mất tích.

## Mất tích
Vào sáng ngày 17 tháng 12 năm 1962, William cùng em gái 2 tuổi của mình, Jill Jones, ra ngoài và chơi đùa với hai chú chó. Mẹ cậu bé đã đứng trông hai đứa trẻ từ cửa sổ tầng hai. Một số nguồn thông tin cho rằng, trong lúc cậu bé đột ngột biến mất, bà đã không có mặt ở đó và đang cho con trai út ăn bữa trưa. Sự thật là William được nhìn thấy lần cuối gần nhà hàng xóm vào khoảng 11 giờ 45 phút. Ngay sau khi William được nhìn thấy lần cuối, em gái của cậu bé, Jill Jones trở về nhà một mình, và nói với mẹ rằng cậu bé bị bắt cóc bởi "ông kẹ". Bà Evelyn vội vã đi quanh khu phố tìm con trai. Một người đàn ông ngồi trong chiếc xe màu xanh lá cây đã tiến đến gần bà và hỏi:"Cô có phải Evelyn Jones không?" Evelyn không trả lời vì không quen, và sau khi không tìm thấy William, bà báo với cảnh sát. Một cuộc tìm kiếm đã được bắt đầu một giờ sau khi cậu bé William biến mất nhưng không có xác chết nào được tìm thấy. Một số nhà ngoại cảm cho rằng cậu bé bị bắt cóc bởi một người đàn ông đang trầm cảm vì mất con trai, và đã được đưa về với gia đình mới ở bang Pennsylvania. Tuy nhiên giả thuyết này nhanh chóng bị bác bỏ.
Năm 2009, một thám tử ở Vineland tên Kristian Kirchner đã điều tra lại vụ án với sự cộng tác của tờ Fox News  và The Philadelphia Inquirer.